# ألان تايلور (قاضي)
ألان تايلور (بالإنجليزية: Alan Taylor)‏ هو قاضي أسترالي، ولد في 25 نوفمبر 1901 في نيوكاسل في أستراليا، وتوفي في 3 أغسطس 1969.